# Birama Konaré
Pour les articles homonymes, voir Konaré.
Birama Konaré est un écrivain malien né à Paris en 1982. 

## Biographie
Il est titulaire d’une maîtrise en communication et étude des médias et d’un master en communication. Il dirige l'agence Binthily Communication, basée à Bamako, et tient une chronique dans le Journal Les Echos. Birama Konaré collabore également à plusieurs autres titres nationaux et internationaux.  
Il réagit en juin 2007 à l’arrestation arbitraire de journalistes maliens. Dans une lettre ouverte très médiatisée et qui aura contribué à leur libération, il dénonce l’arrestation « injuste » de cinq journalistes et d’un enseignant malien « parce qu’ayant parlé d’une relation entre une prostituée et un président de la République ». Il prend la parole pendant que les politiques et les leaders d’opinion se taisent. Il indique que « ces arrestations prouvent que l’État malien écrase le peuple, le citoyen n’a presque pas de droits », ajoutant « qu’en Afrique, le président a beaucoup trop de pouvoirs et nous avons l’impression que toutes les institutions sont à ses ordres ». 
Birama Konaré est le fils d’Alpha Oumar Konaré, président du Mali de 1992 à 2002, et de Adame Ba Konaré, écrivaine et historienne, qui avait réagi au discours de Dakar tenu par le président français Nicolas Sarkozy le 26 juillet à Dakar avec le recueil « Petit précis de remise à niveau sur l'histoire africaine à l'usage du président Sarkozy »  (ISBN 978-2-7071-5637-2). Il a d'ailleurs rejoint l'organisation Humanitaire de sa mère, la Fondation Partage, comme administrateur. Parallèlement, il fait partie de plusieurs associations dont l'Association de la Jeunesse Révolutionnaire Africaine (AJIRA), le Collectif Plus Jamais Ca et le réseau des Global Shapers du Forum Economique Mondial.

## Œuvre

### Roman
- La Colline sur la tête (Cauris Editions, 2003)

### Recueil de nouvelles
- Les marguerites ne poussent pas dans le désert (Jamana, 2010)

### Chroniques
- L'Afrique plumée, Chroniques d'un continent en détresse (Jamana, 2013)

## Sources
- Lire la lettre ouverte adressée au président Amadou Toumani Touré.